# 旭村 (京都府)
旭村（あさひむら）は、京都府南桑田郡にあった村。現在の亀岡市旭町にあたる。

## 地理
- 山岳：三郎ヶ岳、龍王ヶ岳

## 歴史
- 1875年（明治8年） - 近世以来の美濃田村・山階村・印地村・杉村が合併して旭村となる。
- 1889年（明治22年）4月1日 - 町村制の施行により、旭村が単独で自治体を形成。
- 1955年（昭和30年）1月1日 - 亀岡町・東別院村・西別院村・曽我部村・吉川村・薭田野村・本梅村・畑野村・宮前村・大井村・千代川村・馬路村・千歳村・河原林村・保津村と合併して亀岡市が発足。同日旭村廃止。